# 阿尔德亚塞卡德亚尔瓦
阿尔德亚塞卡德亚尔瓦，是西班牙卡斯蒂利亚-莱昂萨拉曼卡省的一个市镇。 总面积18平方公里，总人口123人（2001年），人口密度7人/平方公里。